# کتیبه هرکول میشان
کتیبه هرکول میشان یک کتیبه دوزبانه به یونانی و پارتی بر ران‌های تندیسی برنزی از هرکول است. این تندیس با ۸۵٫۵ سانتی‌متر ارتفاع و حداکثر ۲۱ سانتی‌متر عرض، سال ۱۹۸۴ در ویرانه‌های سلوکیه پیدا شد و امروزه در موزه ملی عراق نگهداری می‌شود. کتیبه دوزبانه آن دربارهٔ فتح پادشاهی میشان به‌دست بلاش چهارم، شاهنشاه اشکانی است. خود تندیس به‌شیوه ریخته‌گری توخالی ساخته‌شده و سبک آن به عصر هلنی و احتمالاً حدود نیمه دوم سده ۲ پ.م تعلق دارد.

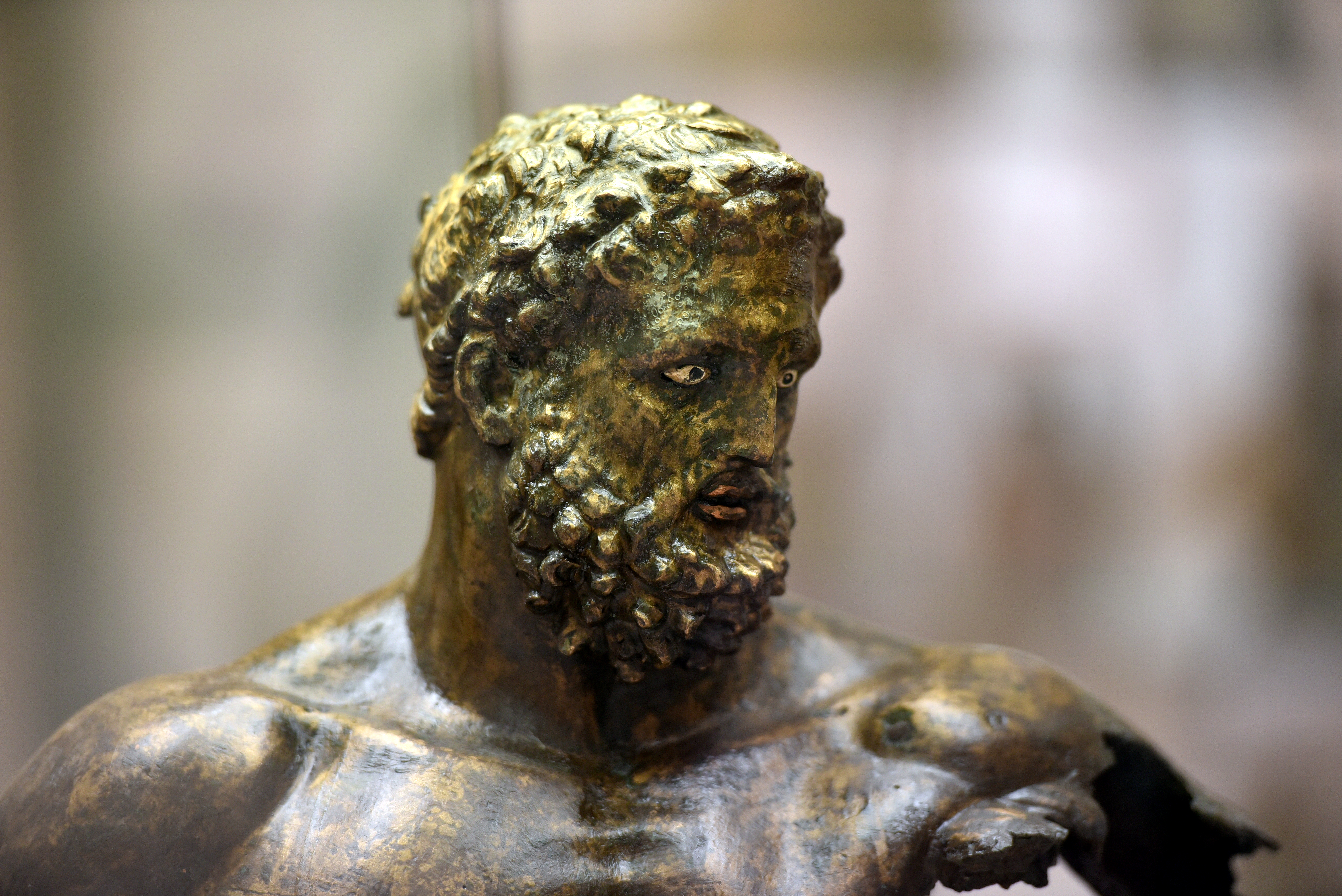
نگاره‌ای از سر و شانه‌های هرکول میشان

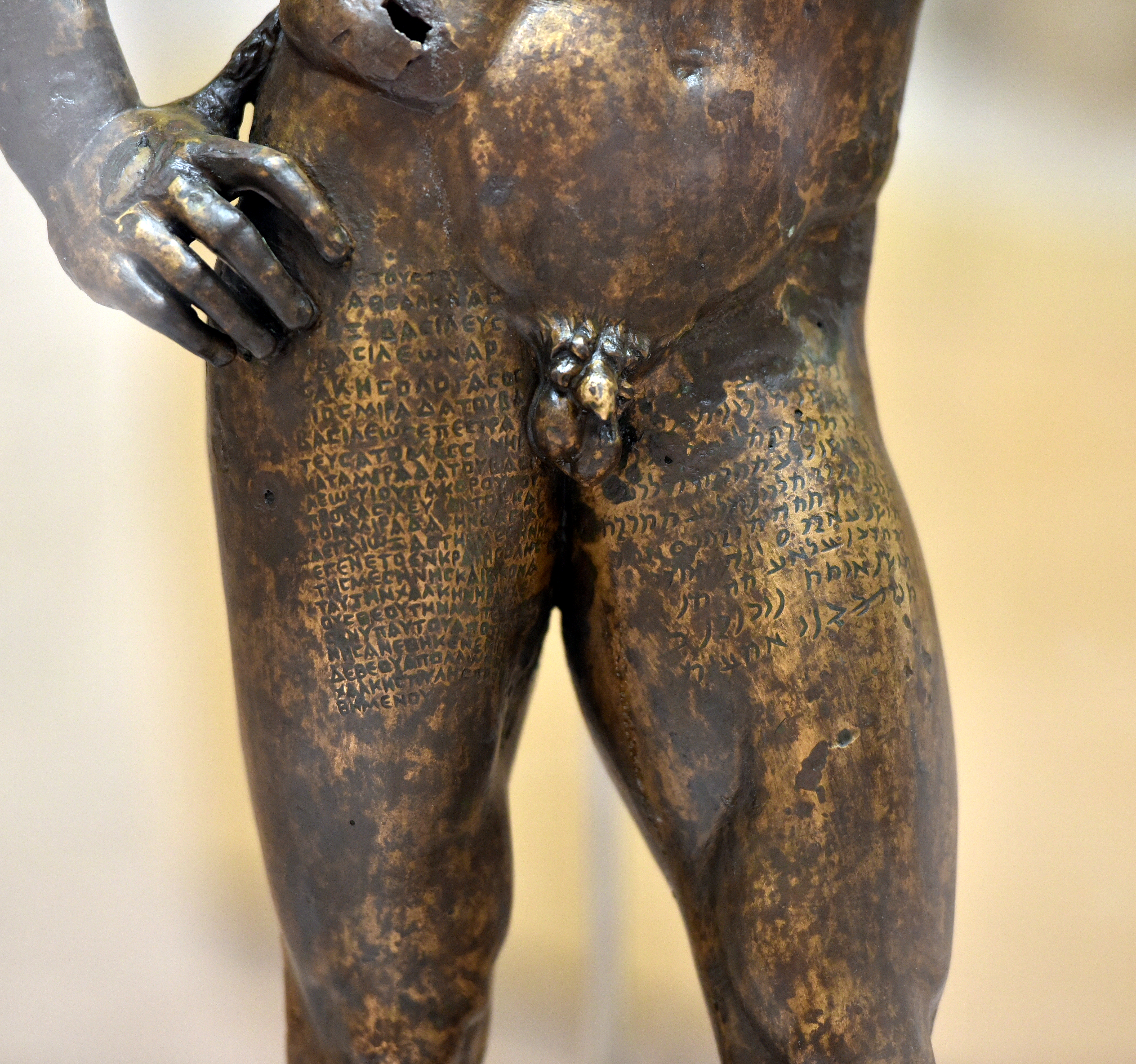
نگاره‌ای از کتیبه دوزبانه هرکول میشان

مطابق متن یونانی که سالم‌تر مانده، در سال ۴۶۲ گاه‌شماری سلوکی، یعنی برابر با سال ۱۵۰ یا ۱۵۱ میلادی، بلاش چهارم لشکرکشی موفقی را بر علیه شاه یاغی میشان با نام مهرداد رهبری کرده است. هردو متن بیان می‌کنند که بلاش توانست مهرداد را از میشان براند و پس از عزیمت به سلوکیه، تندیس مذکور که منطقاً بایستی در پرستشگاه سلطنتی میشان نگهداری می‌شده، به‌عنوان غنیمت جنگی همراه خود آورده و آن را به پرستشگاه آپولون تقدیم کرده است. محتوای متون نشان می‌دهند که مهرداد مورد بحث پسر پاکور دوم و احتمالاً عموی بلاش چهارم به‌حساب می‌آمده است. فرهنگ تلفیق دینی اشکانی در کتیبه هرکول میشان نیز خود را نشان داده و جای هرکول و آپولون در متن پارتی نام‌های بهرام و تیشتر ذکر شده‌اند. هرکول در میشان که باورهای میان‌رودانی در آن رواج داشته با نرگال یکی می‌شد.

## متن یونانی
- نوشته یونانی و ترجمه‌اش چنین می‌شود:[۴]

| فارسی: ۱ در سالی که ۲ نزد یونانیان برابر با ۳ ۴۶۲ است، شاهِ ۴ شاهان ارشک ۵ بلاش ۶ پسر مهرداد ۷ شاه، لشکرکشی کرد ۸ در میشان ۹ علیه مهرداد شاه ۱۰ پسر پاکور، ۱۱ شاه پیشین. و ۱۲ پس از بیرون راندن مهرداد ۱۳ شاه از میشان، ۱۴ او شد فرمانروای ۱۵ همه میشان؛ و این ۱۶ تندیس برنزی هرکول ۱۷ ایزد را آورد ۱۸ با خود از میشان، ۱۹ وقفش کرد به پرستشگاه ۲۰ ایزد آپولون. ۲۱ نشانده شد نزدیک برنزین ۲۲ دروازه. | یونانی: ۱ ἔτους τοῦ ۲ καθ᾽ Ἕλληνας ۳ βξυ’ βασιλεὺς ۴ βασιλέων Ἀρ ۵ σάκης Ὀλόγασος ۶ υἱός Μιραδάτου βα ۷ σιλέως ἐπεστρα ۸ τεύσατο Μεσσήνῃ ۹ κατὰ Μιραδάτου βασι ۱۰ λέως υἱοῦ Πακόρου τοῦ ۱۱ προβασιλεύσαντος καὶ ۱۲ τὸν Μιραδάτην βασιλέ ۱۳ α ἐγδιώξας τῆς Μεσήνης ۱۴ ἐγένετο ἐνκρατὴς ὅλης ۱۵ τῆς Μεσήνης καὶ εἰκόνα ۱۶ ταύτην χαλκῆν Ἡρακλέ ۱۷ ους θεοῦ τὴν μετενεχθεῖ ۱۸ σαν ὑπ᾽ αὐτοῦ ἀπὸ τῆς Μεσή ۱۹ νης ἀνέθηκεν ἐν ἱερῷ τῷ ۲۰ δε θεοῦ Ἀπόλλωνος τοῦ ۲۱ χαλκῆς πύλης προκα ۲۲ θημένου |

## متن پارتی
- لاتین‌نویسی نوشته پارتی برپایه نویسه‌گردانی است و هزوارش‌ها نیز در آن لحاظ شده‌اند.[۱] تمام سطر نخست و بیشتر سطر دوم از بین رفته است.[۳]

| فارسی: ۱ [...] ۲ یز[...] ارشک ۳ بلاش، شاهِ شاهان، ۴ پسر مهرداد شاه، جنگید ۵ در میشان علیه مهرداد شاه، ۶ پسر پاکور، شاهِ شاهان. مهرداد ۷ شاه رانده شد از این سرزمین. همه ۸ میشان را او گرفت. این پیکر ۹ بَغ بهرام را او ۱۰ آورد از میشان، نهادش به‌عنوان ۱۱ پیشکش در پرستشگاه تیشتر. | پارتی: ۱ [---] ۲ YZ[---] ʾ[RŠ]K ۳ WLGŠY MLKYN MLKʾ ۴ BRY MTRDT ML[Kʾ KT]ŠW ۵ ʾL MYŠN BRʾ MTRDT MLKʾ ۶ BRY PKWR MLKYN MLK’ MTRDT ۷ MLKʾ MN TMH MRDPW / ḤMK ۸ MYŠN ʾḤDW / ZNH PTKR ۹ WRTRGN ʾLḤʾ MH MN ۱۰ MYŠN ḤYTT NYKNDN B ۱۱ TYRY BGNY ḤQ ʾYMW |